# Sphaenognathus metallifer
Sphaenognathus metallifer es una especie de coleóptero de la familia Lucanidae.

## Distribución geográfica
Habita en Ecuador.